# Ngư nghiệp bền vững

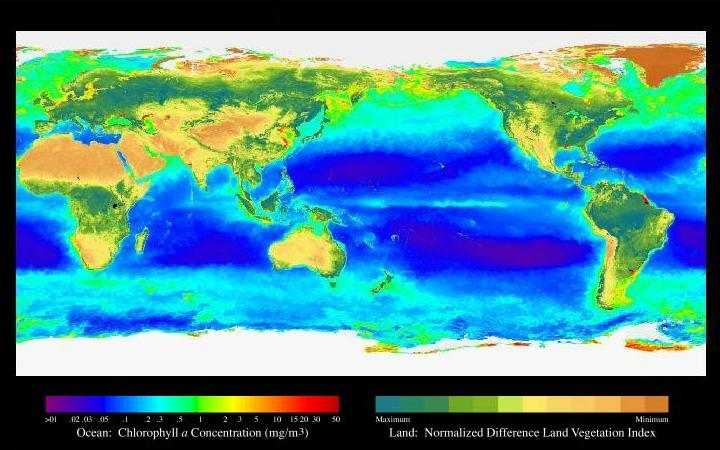
Bản đồ SeaWiFS cho thấy mức độ sản xuất chính trong các đại dương trên thế giới

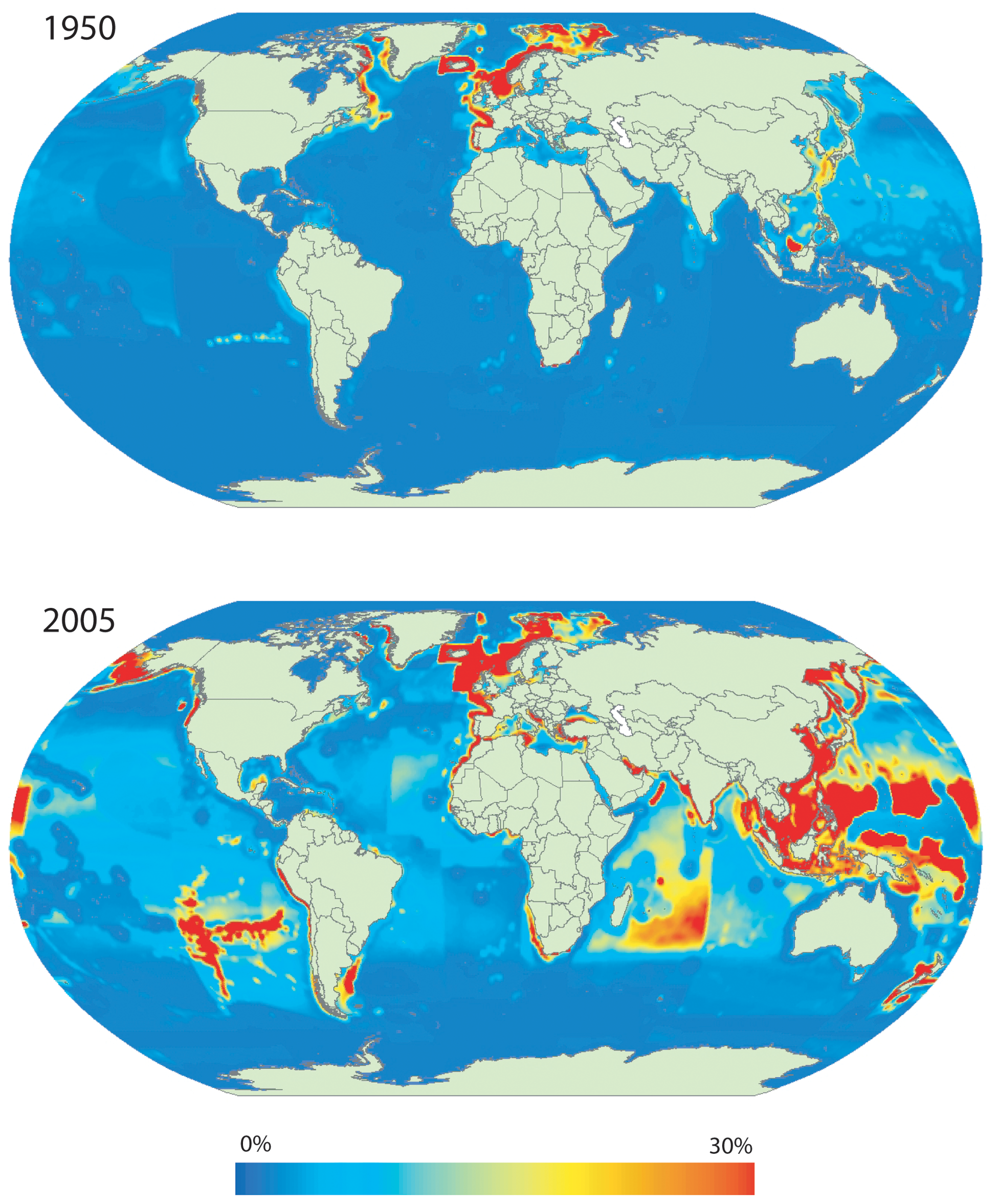
Yêu cầu sản xuất chính (PPR) để duy trì việc đánh bắt thủy sản biển toàn cầu được biểu thị bằng tỷ lệ phần trăm của sản xuất chính địa phương (PP). Ước tính PPR, PP và PPR / PP được tính trên mỗi tế bào đại dương 0,5 ° vĩ độ / kinh độ. Ước tính PPR dựa trên [www.seaaroundus.org Biển chung quanh chúng tôi] cơ sở dữ liệu đánh bắt và ước tính PP có nguồn gốc từ dữ liệu vệ tinh màu đại dương toàn cầu của SeaWiFS. Các bản đồ đại diện cho tổng số hạ cánh hàng năm cho năm 1950 (trên cùng) và 2005 (dưới cùng). Lưu ý rằng ước tính PP là tĩnh và xuất phát từ quan sát khái quát cho năm 1998.

Một ý tưởng thông thường về nghề cá bền vững hay ngư nghiệp bền vững là khi nó được khai thác với tốc độ bền vững, tại đó quần thể cá không suy giảm theo thời gian vì các hoạt động đánh bắt cá. Phát triển bền vững trong ngành thủy sản kết hợp các môn lý thuyết, chẳng hạn như biến động dân số của thủy sản, với chiến lược thực tế, chẳng hạn như tránh đánh bắt quá mức thông qua các kỹ thuật như hạn ngạch đánh bắt cá, giảm bớt hoạt động đánh bắt cá phá hủy và hoạt động đánh bắt thủy sản bất hợp pháp bằng cách vận động hành lang cho pháp luật và chính sách phù hợp, thiết lập các khu bảo tồn, Khôi phục nghề cá bị sụp đổ, kết hợp tất cả các yếu tố bên ngoài liên quan đến việc khai thác hệ sinh thái biển vào kinh tế thủy sản, giáo dục các bên liên quan và công chúng rộng hơn, và phát triển các chương trình chứng nhận độc lập.
Một số mối quan tâm chính xung quanh tính bền vững là áp lực đánh bắt cá nặng, như khai thác quá mức và tăng trưởng hoặc đánh bắt quá mức, sẽ dẫn đến mất năng suất tiềm năng đáng kể; cấu trúc cổ phiếu đó sẽ ăn mòn đến mức mất đi sự đa dạng và khả năng phục hồi trước những biến động của môi trường; rằng các hệ sinh thái và cơ sở hạ tầng kinh tế của họ sẽ xoay vòng giữa sụp đổ và phục hồi; với mỗi chu kỳ kém năng suất hơn so với người tiền nhiệm của nó; và rằng những thay đổi sẽ xảy ra trong dinh dưỡng cân bằng (đánh cá sâu xuống chuỗi thức ăn biển).